# 난민 위기
난민 위기(refugee crisis)는 대규모 강제 이주민 집단을 수용하는 데 있어 어려움과 위험한 상황을 의미할 수 있다. 이들은 국내실향민, 난민, 망명 신청자 또는 기타 대규모 이주민 그룹일 수 있다.
유엔난민기구(UNHCR)에 따르면 분쟁, 인권 침해 및 기타 충격적인 사건으로 인해 2022년 말까지 전 세계적으로 1억 840만 명이 강제 이주를 경험했다. 1084명 중 3,530만 명이 난민이었다. UNHCR은 2,940만 명의 난민을 감독하는 반면, 590만 명은 UNRWA의 팔레스타인 난민 임무를 받는다. 더욱이 국내 실향민은 6,250만 명에 영향을 미치고 있으며, 540만 명이 망명 신청자이고, 추가로 520만 명이 국제적 보호가 필요한 기타 사람들이다. 유엔난민기구(UNHCR)의 더욱 중요한 정보는 전 세계적으로 난민과 국제적 보호가 필요한 사람들의 76%가 저소득 및 중간 소득 국가에 수용되어 있으며, 상당 부분이 출신 국가와 인접한 국가에 속해 있다는 점을 강조한다. 투르키예에는 전 세계적으로 가장 많은 난민 인구가 거주하고 있으며 거의 360만 명의 난민을 수용하고 있다. 이란 이슬람공화국이 340만 명으로 바짝 뒤를 이었고, 콜롬비아가 250만 명, 독일이 210만 명, 파키스탄이 170만 명으로 그 뒤를 이었다. 국내 인구와 관련하여 아루바(6명 중 1명)와 레바논(7명 중 1명)이 국제 보호가 필요한 난민과 개인을 가장 많이 수용했으며, 퀴라소(14명 중 1명), 요르단(16명 중 1명), 몬테네그로가 그 뒤를 이었다. (19명 중 1명). 2022년에는 국제적 보호가 필요한 난민과 개인의 대다수(52%)가 수용국으로 이주한 상위 3개국 출신이었다. 첫 번째 국가는 시리아 아랍공화국으로 난민이 650만 명이었고, 우크라이나가 570만 명, 아프가니스탄이 난민 570만 명으로 3위를 차지했다. 2022년에 정부는 재정착한 난민이 약 113,300명이라고 보고했으며, UNHCR은 재정착을 위해 주로 이주한 난민이 116,500명이라고 기록했다.

## 같이 보기
- 난민